# Мечеть Караджоз бей
Мечеть Караджоз-бей (босн. Karađoz-begova džamija, тур. Karagöz Mehmed Bey Camii) — османская мечеть XVI века в городе Мостар, Босния и Герцеговина.
С её большим куполом и высоким минаретом это одна из самых больших мечетей в регионе.

## История
Мечеть Караджоз Бей была построена на фундаменте католической церкви Святого Стефана Первомученика.
Надпись на арабском фундаменте мечети гласит, что она была построена по заказу Мехмеда Бека б. Абу аль-Саадат, который был братом визиря в году хиджры 965 (1557-58). Некоторые ученые утверждают, что визирем был великий визирь Рустем-паша, но у Рустем-паши записан только один брат Синан-паша.
Мечеть, возможно, была спроектирована императорским архитектором Мимар Синаном. Она имеет форму куполообразного куба, обрамленного двойным портиком. Три купола внутреннего портика поддерживаются четырьмя мраморными колоннами. Внешний портик имеет навесную крышу, опирающуюся на небольшие восьмиугольные колонны. Большой купол мечети высотой 10,65 м расположен на восьмиугольном барабане с отверстиями, который поддерживается восьмиконечными арками.
Мечеть была серьезно повреждена во время Второй мировой войны и почти полностью разрушена во время Боснийской войны в начале 1990-х годов. Однако мечеть Караджоз Бей, как и остальная часть Мостара, подверглась масштабному ремонту в период с 2002 по 2004 год. Мечеть была полностью отремонтирована и вновь открыта для публики в июле 2004 года.